# Municipio de San Marcos (Jalisco)
El municipio de San Marcos es uno de los ciento veinticinco municipios en que se encuentra dividido el estado de Jalisco, México. Según el censo de 2020, tiene una población de 3791 habitantes.

## Historia
Se llamó primitivamente Chistic o Xistic y estuvo habitado en un principio por tribus toltecas. Estaba bajo el dominio del señorío de Tonallán.
En 1524 llegó a este lugar Francisco Cortés de San Buenaventura y en 1530 lo hizo Nuño de Guzmán, pero el encomendero que había dejado Francisco Cortés, Juan de Escárcena, no permitió que se apoderara de dicha región. En 1542 estuvo en este lugar el virrey D. Antonio de Mendoza y Pacheco, quien se dirigía a aplacar una gran rebelión de indígenas.
El poblado fue fundado por el año de 1740, el 28 de junio, por fray Antonio de Jesús, quien además levantó el templo por encomienda del Obispo Gonzalo Hermosillo. En 1825 no tenía ayuntamiento y estaba subordinado a Etzatlán y hasta 1890 es comisaría de elección popular del municipio de Etzatlán; en 1895 ya es comisaría política. A partir de esa fecha y hasta su erección, perteneció al 12 cantón de Ahualulco. El municipio fue erigido por decreto, el 17 de abril de 1907, entrando en vigor el 1° de enero de 1908.

## Descripción geográfica

### Ubicación
San Marcos se encuentra en el centro poniente de Jalisco en las coordenadas: 20°42′0″ a 20º51’45" latitud norte y 104°7′45″ a 104º15’30" de longitud oeste, a una altitud de 1347 metros sobre el nivel del mar.
El municipio colinda al oeste con el estado de Nayarit; al este con el municipio de Etzatlán; al sur con los municipios de Ameca y Etzatlán, y al norte con el municipio de Etzatlán.

### Topografía
La superficie está conformada por zonas accidentadas (45%), zonas semiplanas (25%) y zonas planas (30%). Al norte y de oriente a poniente se encuentran los cerros Grande, La Herradura, El Tecolote, El Gavilán, Las Coronillas, Los Borregos y Los Laureles; al sur de oriente a poniente se encuentran los cerros Bola, Los Coyotes, El Camarón, Balletas, El Sauz, El Guaco y El Cusco.
Suelos. La mayor parte de los suelos que ocupan la parte montañosa son de tipos predominantes Feozem Háplico, habiendo también Regosol Eutrico, con clase textural fina y media, y generalmente de profundidad; en la parte centro poniente del municipio se pueden observar algunas pequeñas regiones de Luvisol Crómico, con clase textural fina y con un subsuelo libre de roca a más de un metro de profundidad.
El municipio tiene una superficie territorial de 29,285 hectáreas, de las cuales 8,802 son utilizadas con fines agrícolas, 7,203 en la actividad pecuaria, y 13,185 son de uso forestal y 95 hectáreas son suelo urbano. En lo que a la propiedad se refiere, una extensión de 14,018 hectáreas es privada y otra de 15,267 es ejidal; no existiendo propiedad comunal.

### Hidrografía
Pertenece a la subcuenca que forma los ríos Alto de Ameca, Atenquillo y San Pedro, corresponde a la cuenca del Río Ameca, perteneciendo a la región Pacífico Centro. Existen los arroyos: Amolco, Pedernales, Agua Blanca, Los Ciruelos, Prieto, Sata, El Gallo, Pozo de Polí, Los Juárez, Las Higueras, Isnoquil, El Hundido, La Caña, Del Bule, El Carrizo, San Felipe, Los Nogales y San Rafael. El único depósito acuífero existente en el municipio es la presa de la playa, ubicada en el sureste del municipio.

### Clima
El clima es semiseco, con primavera e invierno secos, y semicálido, sin cambio térmico invernal bien definido. La temperatura media anual es de 19.5°C, con máxima de 29.1 °C y mínima de 14.3 °C. El régimen de lluvias se registra entre los meses de junio y octubre, contando con una precipitación media de los 1,081.1 milímetros. Los vientos dominantes son en dirección del noroeste.

### Flora y fauna
Su vegetación se compone básicamente de zonas boscosas, localizadas en las partes noroeste y suroeste, con especies maderables como: pino, encino, roble y monte negro.
La zorra, el gato montés, el coyote, el venado, la liebre y el conejo conforman la fauna.

## Demografía

### Localidades
En el censo de 2020 el municipio de San Marcos contaba con 28 localidades.
| Código INEGI    | Localidad                | Población (2020) |
| --------------- | ------------------------ | ---------------- |
| 140750001       | San Marcos               | 3 478            |
| 140750039       | La Puerta del Coche      | 118              |
| 140750044       | San Isidro               | 59               |
| 140750020       | Los Desmontes            | 19               |
| 140750076       | Mina la Escondida        | 18               |
| 140750068       | La Presa                 | 14               |
| 140750090       | Las Cebollas             | 14               |
| 140750022       | Exhacienda de Guadalupe  | 12               |
| 140750012       | La Calera                | 8                |
| 140750082       | Rancho la Tizapa         | 7                |
| 140750047       | La Tizapa                | 5                |
| 140750003       | El Aguacero              | 4                |
| 140750048       | Las Guásimas             | 4                |
| 140750197       | La Tizapa                | 4                |
| 140750198       | La Virgen                | 4                |
| 140750052       | Los Cedros               | 3                |
| 140750112       | El Salto de las Guásimas | 3                |
| 140750199       | El Tapanco               | 3                |
| 140750071       | Teguanete                | 2                |
| 140750088       | Los Camichines           | 2                |
| 140750093       | El Arrayán               | 2                |
| 140750195       | El Campanario            | 2                |
| 140750019       | El Derramadero           | 1                |
| 140750049       | Las Papas                | 1                |
| 140750051       | La Virgen de Guadalupe   | 1                |
| 140750060       | Las Papas                | 1                |
| 140750086       | Pozo Blanco              | 1                |
| 140750196       | Flor Chica               | 1                |
| Total municipal | Total municipal          | 3 791            |

## Economía
Agricultura. Principalmente se cultiva maíz, sorgo, garbanzo, aguacate y naranja.
Ganadería. Se cría ganado bovino y porcino, aves y colmenas.
Explotación forestal. Se explota pino, encino, roble y monte negro.
Comercio. Se comercian productos de primera necesidad y existen los comercios mixtos que venden artículos diversos.
Servicios. Se prestan servicios comunales, sociales, personales y de mantenimiento.
Minería. Se extraen plata y cobre.

## Turismo
Artesanías
- Elaboración de alfarería de barro.

Parques y reservas
- Cerro Los Laureles.
- Cerro Los Pericos.
- Agua blanca.

## Fiestas
- Fiesta en honor de San Marcos. Del 17 al 25 de abril (varían por la Cuaresma), usualmente son la última semana de abril que incluye el 25 de abril, día de San Marcos.

## Sanmarquenses destacados
Salvador Paredes Romero, principal promotor de las fiestas patronales.
Marco Antonio Paredes, portero de la selección mexicana y subcampeón en Túnez.
Capitán Manuel Mata Camarena, benefactor y fundador de la actual Escuela Secundaria Foránea Mixta n.º 15.

## Gobierno

### Presidentes municipales
| Presidente municipal           | Período               | Partido político | Notas                              |
| Roberto Aguilar                | 1915                  |                  |                                    |
| Eusebio Villarreal             | 1916                  |                  |                                    |
| Benito Flores Gallardo         | 1917                  |                  |                                    |
| Ricardo Vázquez Paredes        | 1918                  |                  |                                    |
| Roberto Aguilar                | 1919                  |                  |                                    |
| Daniel Amézquita               | 1920                  |                  |                                    |
| Miguel Ballesteros             | 1921–1922             |                  |                                    |
| Alberto Rodríguez              | 1925–1926             |                  |                                    |
| Moisés Paredes                 | 1927–1928             |                  |                                    |
| Miguel Paredes                 | 1929                  | PNR              |                                    |
| Manuel Paredes                 | 1930                  | PNR              |                                    |
| Pablo Leal                     | 1931–1932             | PNR              |                                    |
| José Ramón Topete              | 1933                  | PNR              |                                    |
| Melesio F. Aguilera            | 1934                  | PNR              |                                    |
| Juan Rivera Castillo           | 1935                  | PNR              |                                    |
| Daniel Amézquita               | 1936                  | PNR              |                                    |
| Lucio Venegas Velázquez        | 1937                  | PNR              |                                    |
| Lucio Venegas Navarro          | 1938                  | PRM              |                                    |
| Ramón Venegas Velázquez        | 1939                  | PRM              |                                    |
| Francisco Venegas Velázquez    | 1940–1942             | PRM              |                                    |
| Fernando Ocegueda              | 1943                  | PRM              |                                    |
| Esteban Flores Baro            | 1944                  | PRM              |                                    |
| José Amaral Solano             | 1945–1946             | PRM              |                                    |
| Carlos Cortés                  | 1947–1948             | PRI              |                                    |
| Ramón Fonseca Reyes            | 1949–1950             | PRI              |                                    |
| Heriberto Paredes Villarreal   | 1951–1952             | PRI              |                                    |
| José R. Zambrano Ceceña        | 01-01-1953–31-12-1955 | PRI              |                                    |
| Hilario Paredes de León        | 1956                  | PRI              |                                    |
| Arnulfo Romero Loza            | 01-01-1959–31-12-1961 | PRI              |                                    |
| Salvador Hernández Mata        | 01-01-1962–31-12-1964 | PRI              |                                    |
| Lorenzo Villarreal Monroy      | 01-01-1965–31-12-1967 | PRI              |                                    |
| J. Jesús Parra Flores          | 01-01-1968–31-12-1970 | PRI              |                                    |
| Manuel Gallardo López          | 01-01-1971–31-12-1973 | PRI              |                                    |
| José González Camarena         | 01-01-1974–1975       | PRI              |                                    |
| Eva Amézquita Martín del Campo | 1975–31-12-1976       | PRI              |                                    |
| Lorenzo Villarreal Monroy      | 01-01-1977–31-12-1979 | PRI              |                                    |
| Alejandro Díaz Hernández       | 01-01-1980–31-12-1982 | PRI              |                                    |
| Carlos Uribe Cisco             | 01-01-1983–31-12-1985 | PRI              |                                    |
| Alfredo Amézquita Díaz         | 01-01-1986–31-12-1988 | PRI              |                                    |
| Baltazar Curiel García         | 1989–1992             | PRI              |                                    |
| Roberto Mariscal Márquez       | 1992–1995             | PRI              |                                    |
| Baltazar Curiel García         | 1995–1997             | PRI              |                                    |
| Daniel Martín González Bernal  | 01-01-1998–31-12-2000 | PRD              |                                    |
| Plácido Villarreal Villanueva  | 01-01-2001–31-12-2003 | PRD              |                                    |
| Baltazar Curiel García         | 01-01-2004–31-12-2006 | PRI              |                                    |
| Eduardo Alejandro Díaz Paredes | 01-01-2007–31-12-2009 | PRI              |                                    |
| Ramiro Amézquita Díaz          | 01-01-2010–30-09-2012 | PAN              |                                    |
| Eduardo Alejandro Díaz Paredes | 01-10-2012–30-09-2015 | PRI PVEM         | Coalición "Compromiso por Jalisco" |
| Baltazar Curiel García         | 01-10-2015–30-09-2018 | PRI              |                                    |
| David Sánchez Domínguez        | 01-10-2018–30-09-2021 | PAN PRD MC       |                                    |
| Martha Patricia Reyes Ruiz     | 01-10-2021–           | MC               |                                    |

## Hermanamiento
- Bollullos de la Mitación,  Andalucía,  España (2006)[22][23][24]